# Guerra anglo-francese (1213-1214)
La guerra anglo-francese del 1213-1214 fu un importante conflitto di epoca basso medievale che vide contrapposti il Regno di Francia al Regno d'Inghilterra, oltre ad altri stati alleati. Venne combattuto allo scopo di tentare di limitare il crescente potere del re Filippo II di Francia e di riconquistare i possedimenti continentali angioini che il re Giovanni d'Inghilterra aveva perso un decennio prima. È ampiamente considerata come la prima guerra di coalizione anti-francese; si concluse nella decisiva battaglia di Bouvines, dove Filippo sconfisse duramente l'Inghilterra e i suoi alleati.
Il Ducato di Normandia, un tempo luogo di un conflitto tra Riccardo I d'Inghilterra e Filippo II, era divenuto una delle regioni più significative delle guerre anglo-francesi medievali, poiché il re d'Inghilterra si trovava a dover difendere territori continentali vicino a Parigi. Nel 1202, Filippo II lanciò un'invasione della Normandia, culminata nell'assedio di Château Gaillard, durato sei mesi, che portò alla conquista del ducato e dei territori limitrofi.
Nel 1214, quando papa Innocenzo III riunì un'alleanza di stati contro la Francia, Giovanni d'Inghilterra decise di aderire. Gli alleati si scontrarono con l'esercito francese guidato da Filippo nei pressi di Bouvines dove vennero pesantemente sconfitti. La vittoria francese portò alla conquista delle Fiandre e pose fine a ulteriori tentativi da parte di Giovanni di riconquistare i suoi territori perduti.
Questo conflitto fu un episodio di una lotta secolare tra la Casa dei Capetingi e la Casa di Plantageneti per i domini angioini in Francia, iniziata con l'ascesa al trono inglese di Enrico II d'Inghilterra nel 1154 e la sua rivalità con Luigi VII di Francia che terminerà con il trionfo di Luigi IX di Francia su Enrico III nella battaglia di Taillebourg del 1242.